# Micaria paralbofasciata
Micaria paralbofasciata är en spindelart som beskrevs av Song, Zhu och Zhang 2004. Micaria paralbofasciata ingår i släktet Micaria och familjen plattbuksspindlar. Inga underarter finns listade i Catalogue of Life.